# Живот и смрт неурона
Живот и смрт неурона је непрекидан физиолошки али и патофизиолошки процес у нашим мозговима у коме се неурони као најразноврснија врста ћелија у телу, са специфичним способностима ношења порука, пролазе од рођења, до краја живота. Пролазећи кроз ове процесе неурони се диференцирају мигрирају и умиру.

## Општа разматрања
Неуродегенеративне поремећаје карактерише опсежна смрт неурона која доводи до функционалних сметњи, али су неуробиолошки корелати функционалих сметњи у нормалном старењу мање дефинисани.
Деценијама је уобичајено схватано да је екстензивна неуронска смрт у неокортексу и хипокампусу неизбежно повезана са старењем мозга, али недавне квантитативне студије сугеришу да је смрт неурона ограничена у нормалном старењу и да вероватно не треба увек рачунати на последице старосних оштећења неокортикалне и хипокампалне функције. То су потврдилаа истраживања која су установила квалитативне и квантитативне разлике између старења и Алцхајмерове болести у односу на губитак неурона и промене у функционалним и биохемијским атрибутима хипокампалних функција које могу утицати и на функционални пад у одсуству неуронске смрти. Када се ови подаци посматрају свеобухватно, чини се да су примарни неуробиолошки супстрати повезани са функционалним оштећењем у старењу различити али на и мање важни од оних у неуродегенеративним поремећајима као што је Алцхајмерова болест.

## Архитектура неурона
Централни нервни систем (који укључује мозак и кичмену мождину) састоји се од два основна типа ћелија:
Неурона који су кључни „играчи” у мозгу и информативни гласници. Они користе електричне импулсе и хемијске сигнале да преносе информације између различитих области мозга и између мозга и остатка нервног система.
Глијалне ћелије међусобно превазилази број неурона у неким деловима мозга, и састоје се астроцита, олигодендроцита и микроглије.Све што мислимо и осећамо и радимо било би немогуће без рада неурона и њихових ћелија за подршку, глијалних ћелија.
Неурони имају три основна дела: 
- Тело ћелије, унутар кога је језгро, које контролише активности ћелије и садржи генетички материјал ћелије.

- Два екстензиона дела аксон и дендрит.  Аксон изгледа као дугачак реп, који преноси поруке из ћелије. Дендрите изгледају као гране дрвета и примају поруке за ћелију.

Неурони комуницирају једни с другима слањем хемикалија, названих неуротрансмитери, преко маленог простора, названог синапсе, између аксона и дендрита суседних неурона.

### Подела неурона према броју наставака
Према броју наставака неурони могу бити: униполарни, биполарни, мултиполарни, псеудоуниполарни и анаксонски:
Униполарни неурони
- Имају само један наставак - аксон, немају дендрите
- Налазе се у мукозној мембрани чула мириса.

Биполарни неурони
- Имају два наставка дендрит и аксон
- Налазе се у спиналалним ганглијама.

Мултиполарни неурони
- Имају већи број дендрита и један аксон.
- Налазе се у ЦНС

Псеудоуниполарни неурони
- Имају само један наставак, аксона, који се гране у два огранка
- Налазе се у спиналалним ганглијама.

Анаксонски неурони
- Немају аксоне, већ само дендрите који поред аферентне имају и еферентну улогу.
- Налазе се у амакриним ћелијама мрежњаче.

### Класе неурона
Постоје три класе неурона сензорни, моторни и уметнути неурон:
Сензорни неурони
- Преносе информације из органа чула (као што су очи и уши) у мозак.
- Сензорни неурони из кожних рецептора, скелетних мишића и тетива зову се соматски, а они из унутрашњи органи висцерални.

Моторни неурони
- Контролишу вољне активности мишића као што су говор и пренсе поруке од нервних ћелија у мозгу до мишића.
- Моторни неурон везан за скелетни мишић се зове соматски, а везан за глатки, срчани мишић и жлеезде назива се висцерални.

Уметнути неурони
- Уметнути неурони или асоцијативни неурони су сви остали неурони, ван сензорних и моторних неурона.
- Налазе се у ЦНС и преносе надражаје из сензитивних ка моторним неуронима.
- Често су инхибиторни и служе као преносник инхибиторне информације од мозга до еферентног неурона.
- Имају улога у интеграцији функција.

Научници сматрају да су неурони најразноврснија врста ћелија у телу. У оквиру ове три класе неурона налазе се стотине различитих типова, од којих свака има специфичне способности ношења порука.
Неурони комуницирају једни са другима тако што стварају везе, које су оно што чини сваког од нас јединственим у томе како мислимо осећамо и делујемо.

## Рођење неурона
Степен до којег се стварају нови неурони у мозгу је контроверзна тема међу неуронаучницима. Иако је већина неурона већ присутна у нашим мозговима до момента рођења, постоје докази који подржавају тезу да је неурогенеза (научна реч за рођење неурона) доживотан ппроцес.
Неурони се рађају у пределима мозга који су богати накупинама ћелија неуронских прекурсора (такође назване неуронске матичне ћелије). Ове ћелије имају потенцијал да генеришу већину, ако не и све, различите врсте неурона и глије које се налазе у мозгу.
Неуронаучници су приметили како се ћелије нервног прекурсора понашају у лабораторији. Иако то можда није тачно како се ове ћелије понашају када су у мозгу, дају нам информације о томе како се понашају када се налазе у окружењу мозга.
Наука о матичним ћелијама је још увек врло нова и може се променити са додатним открићима, али истраживачи су научили довољно да би могли описати како нервне матичне ћелије генеришу друге ћелије у мозгу. Они то зову родитељима матичних ћелија и слично је у принципу породичном стаблу.
Неуронске матичне ћелије се повећавају дељењем на два и производњом или две нове матичне ћелије, или две ране прогениторске ћелије или један од њих.
Када се матична ћелија дели како би произвела још једну матичну ћелију, речено је да се самообнавља. Ова нова ћелија има потенцијал да направи више матичних ћелија.
Када се матична ћелија дели како би произвела рану ћелију прогенитора, речено је да се разликује. Диференцијација значи да је нова ћелија више специјализована у облику и функцији. Прва рана прогениторна ћелија нема потенцијал матичне ћелије да направи много различитих типова ћелија. Може само да направи ћелије у својој посебној линији.
Ране прогениторске ћелије могу се самообновити или ићи на било који од два начина. Један тип ће довести до астроцита. Други тип ће на крају произвести неуроне или олигодендроците.

## Миграција неурона
Када се неурон роди, он мора путовати до места у мозгу где ће обављати своју функцију. Како неурон зна где да иде, и шта му помаже да стигне тамо?
Научници су видели да неурони користе најмање две различите методе путовања:
- Неки неурони мигрирају пратећи дуга влакна ћелија зване радијална глија. Ова влакна се протежу од унутрашњих слојева до спољних слојева мозга. Неурони клизе дуж влакана док не стигну до одредишта.
- Неурони такође путују користећи хемијске сигнале. Научници су пронашли посебне молекуле на површини неурона - молекула адхезије - који се везују са сличним молекулима на оближњим глијалним ћелијама или нервним аксонима. Ови хемијски сигнали воде неурон до његове коначне локације.

Нису сви неурони успешни на свом путовању. Научници сматрају да само трећина стиже до своје дестинације, па тако неке ћелије умиру током процеса развоја неурона. Док неки неурони преживљавају путовање, али заврше тамо где не требају бити. Мутације у геномима који контролишу миграцију стварају подручја неправилних или необично формираних неурона који могу изазвати поремећаје као што је епилепсија у детињству. Неки истраживачи сумњају да су шизофренија и поремећај учења дислексија делом резултат погрешних миграција неурона.

## Диференцијација неурона
Једном када неурон достигне своју дестинацију, мора се усмерити на функцију. Овај последњи корак диференцијације је најмање добро схваћен део неурогенезе.
Неурони су одговорни за транспорт и узимање неуротрансмитера - хемикалије које преносе информације између можданих ћелија.
У зависности од своје локације, неурон може да обавља функцију сензорног неурона, моторног неурона или интернеурона, и да шаље и прима одређене неуротрансмитере.
У мозгу у развоју, неурон зависи од молекуларних сигнала из других ћелија, као што су астроците, да би се утврдио његов облик и локација, врста предајника који она производи, и на који други неурон ће се повезати. Ове свеже рођене ћелије успостављају неуронска кола - или информационе путеве који повезују неурон са неуроном - који ће бити на правом месту током читавог живота.
Али у одраслом мозгу, неуронска кола су већ развијена и неурони морају пронаћи начин како да се уклапају. Како се нови неурон успоставља, почиње да изгледа као околне ћелије. Развија се аксон и дендрит и почиње да комуницира са својим суседима.

## Смрт неурона
Иако су неурони најдуже живеће ћелије у нашем телу, велики број њих умире током миграције и диференцијације.

### Болести мозга
Живот неких неурона може бити угрожен патолошким променама, или неким болестима мозга које резултују неприродном смрћу неурона. Ево примера:
Паркинсонова болест
У Паркинсоновој болести, неурони који нормално производе неуротрансмитер допамин, то чине у недовољним количинама у базалним ганглијама, и подручјеима мозга који контролише кретање тела. Ово узрокује потешкоће у контроли покретању појединих делова тела, кретању и одржавању равнотеже.
Хантингтонова хореа
У Хантингтоновој болести, генетска мутација узрокује превелику производњу неуротрансмитера названог глутамат, који убија неуроне у базалним ганглијама. Као резултат тога, настаје деменцијом у средњем одраслом добу, односно, после 30-е године живота, а током наредних 15-20 година долази до потпуног губитка моторне контроле и менталних функција.
Алцхајмерова болест
У Алцхајмеровој болести, у средњем или позном животном добу настају неуобичајени протеини у неуронима и око њих у неокортексу и хипокампусу — деловима мозга који контролишу меморију. Када ти неурони умиру, губе се и везе у можданој кори што доводи до значајног губитка мождане масе. То резултује губитком способности да се памти и способности обављања свакодневне задатка.
Прелазак са поремећаја умног памћења на драматичан губитак когнитивних способности, који прате Алцхајмеровом болести, захтева прогресиван развој неокортикалне патологије која резултује смрћу неурона. Селективна рањивост и смрт неурона огледа се у карактеристикама кортикалних пирамидалних неурона који су склони да формирају неурофибриларне тангле. Губитак неурона који формирају дуге кортикокортикалне пројекције у асоцијацији неокортекса појављује се као патолошки исход који је најчешће повезан са деменцијом која је примећена у Алцхајмеровој болести. Поремећаја умног памћења вероватно подразумева измене неуронских веза и синапса без смрти неурона. Занимљиво је да су исти кругови који су угрожени дегенерацијом у Алцхајмеровој болести осетљиви на синаптичке измене мање од смрти неурона. Ове синаптичке измене вероватно утичу на когнитивну функцију у нормалном старењу на начин који је у складу са скромнијим падом когнитивних фактора који се обично види код старења. Нивои естрогена утичу на густину масе на пирамидалним неуронима у префронталном кортексу; ови неурони могу пружити многе од истих кругова имплицираних у умном памћењу. Ова асоцијација показује важан интерфејс између репродуктивне и неуралне сенесенце и указује на то да синапатске промене које преовлађују у нормалном старењу могу реаговати на терапију.

### Физичка оштећења мозга
Физичка оштећења мозга и других делова централног нервног система такође могу усмртити или онемогућити функцију неурона.
Мождани удар
Мождани удар изазива оштећења која могу потпуно да убију неуроне или их доводе у стање „изгладњивања”, јер их остављају без кисеоника и хранљивих материја које су им потребне да би преживеле.
Повреде кичмене мождине
Повреда кичмене мождине може пореметити комуникацију између мозга и мишића, јер у тим стањима неурони губе везу са аксонима који се налазе испод места повреде. Ови неурони могу и даље живети, али не могу међусобно да комуницирају.

## Будућа истраживања
Научници се надају да ће, сазнајући више о животу и смрти неурона, развити нове третмане и можда чак и лечити болести мозга и поремећаје који утичу на животе милиона људи на Земљи.
Најновије истраживање сугерише да неуралне матичне ћелије могу генерисати многе, ако не и све, различите врсте неурона који се налазе у мозгу и нервном систему. Учење како да манипулишу овим матичним ћелијама у лабораторији у одређене врсте неурона може се произвести свеже снабдевање ћелија мозга како би се замиениле оне које су умрле или оштећене.
Терапије такође могу бити осмишљене како би се искористили фактори раста и други сигнални механизми унутар мозга који говоре прекурсорским ћелијама да направе нове неуроне. То би омогућило поправку, преобликовање и обнову мозга из унутрашњости.